# Vilșanka, Novoarhanhelsk
Vilșanka (în ucraineană Вільшанка) este localitatea de reședință a comunei Vilșanka din raionul Novoarhanhelsk, regiunea Kirovohrad, Ucraina.

## Demografie
Componența lingvistică a localității Vilșanka
     Ucraineană (94,57%)
     Alte limbi (0,42%)
Conform recensământului din 2001, majoritatea populației localității Vilșanka era vorbitoare de ucraineană (94,57%), existând în minoritate și vorbitori de armeană (5,01%).